# Napeanthus jelskii
Napeanthus jelskii är en tvåhjärtbladig växtart som beskrevs av Karl Fritsch. Napeanthus jelskii ingår i släktet Napeanthus och familjen Gesneriaceae. Inga underarter finns listade i Catalogue of Life.